# Сепаратор фотометричний

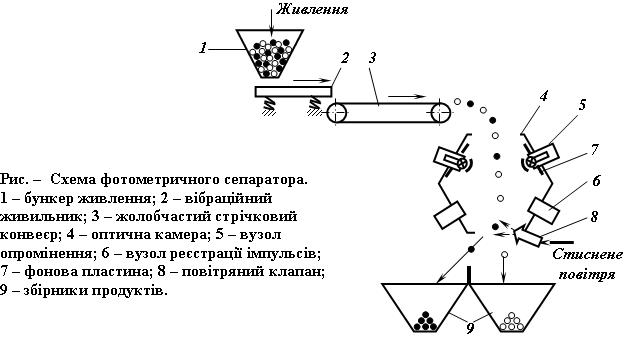

Сепаратор фотометричний (сепаратор фотометрический, photometric separator, photometrischer Scheider m) — сепаратор, в якому вихідний матеріал розділяється на компоненти за їх відбивною здатністю випромінення в світловій області спектра або за їх кольором.

## Загальний опис
Крупність збагачуваного матеріалу становить від 3 до 150 мм.
На рисунку наведено принципову схему фотометричного сепаратора. Руда з бункера 1 за допомогою вібраційного живильника 2 подається на жолобчасті стрічкові конвеєри 3, де грудки вишиковуються у ланцюжок і потім з деякими проміжками часу у вільному падінні пролітають через оптичну камеру 4 з випромінювачами 5.
Як тільки в оптичну камеру потрапляє грудка руди, відбивна здатність якої відрізняється від фону 7, із датчика 6 надходять електричні імпульси в електронно-вимірювальний блок. Якщо частота імпульсів буде перевищувати деяку задану величину, з електронної системи надходить сигнал на сортувальний пристрій — відкривається повітряний клапан 8 і струмінь стисненого повітря змінює траєкторію руху цієї грудки.
Процес регулюється зміною чотирьох факторів: рівнем порога відсічки, відтінком фонових пластин, режимом відбору (відбір темних або світлих грудок руди) і продуктивністю.
Фотометрична сепарація застосовується для збагачення руд чорних, кольорових і благородних металів, неметалічних корисних копалин.

## Історія.
Початки застосування С.ф. припадають на 1960-і роки – перші зразки С.ф. виконала британська компанія «Ganson Sortex Ltd», у 1970-і роки в СРСР були випущені С.ф. серії «Кварц», а також С.ф. конструкції «ЦНИИолово», НПО «Буревестник» і СКБ ГОМ, у 1980-і роки канадська компанія «Ore Sorters Ltd» розробила і випускала С.ф. моделі М-16 з лазерною оптичною системою; на базі сепаратора М-16 були розроблені авторадіометричний і радіорезонансний сепаратори, їх сучасні аналоги марки UltraSort у перших роках ХХІ ст. випускаються в Австралії; на початку 1990-х років швейцарсько-італійська фірма Minmet Financing Company почала випускати С.ф. марки Spectra-Sort, принцип дії яких базувався на трикомпонентній моделі світлового потоку (вихідний потік ділили на три, кожний з який проходив через кольоровий фільтр і потім потрапляв на фотоелемент). Всі зазначені конструктивні рі-шення С.ф. не знайшли широкого застосування.

## Сучасні модифікації
Нове (останнє) покоління сепараторів для фотометричного збагачення з'явилося в кінці 1990-х років на основі досягнень цифрової фототехніки й модернізації електронних систем сепараторів. Сучасні розробки – сепаратори Optosort виробництва компанії AIS Sommer (ФРН) і сепаратори Mikrosort компанії Mogensen характеризуються більш високим рівнем розпізнавання об'єктів. Вимірювання оптичних і геометричних параметрів об'єкта в сепараторах здійснюється цифровою рядковою широкосмуговою камерою. Критерієм розпі-знавання матеріалу служать характеристики на основі моделі RGB, яка дозволяє розрізняти до 16,77 млн. кольорів та їх відтінків. Крім того, можливе врахування 8-и оптичних і геометричних ознак розділення з логічними функціями «і», «або», «не». Мінімальна площа огляду для таких сепараторів становить 0,3х0,3мм. Подача шматків здійснюється моношаром, коефіцієнт завантаження транспортуючого обладнання 0,3−0,4. Продуктивність сепаратора на класі −30+12 становить 88 т/год, а на класі −6+3 мм досягає 12 т/годину. Синхронізація електронної системи сепаратора з персональним комп'ютером дозволяє швидко переналагоджувати систему, а також відкриває можливість безперервного контролю процесу сепарації з визначенням якісно-кількісних показників продуктів сепарації за будь-який відрізок часу. Сепаратори Optosort випускаються в декількох модифікаціях, що відрізняються за способом подачі матеріалу в зону вимірювання (стрічковий конвеєр, віброживильник), за шириною подавального органа і вимірювальної камери (300, 600, 1200, 1800 мм).

## Технічні зарактеристики сепараторів

1. Технічна характеристика фотометричного сепаратора ЦНДІолово: Продуктивність по класу 75 – 120 мм - 20 т/год. Розв’язувальна здатність - 4 мм. Витрати стисненого повітря - 6 – 8 м3/хв. Споживана потужність - 8 кВт.
2. Технічні характеристики фотометричних сепараторів фірми «Гансон Сортекс лімітед» («Ganson Sortex Ltd».)